# Panjang (Magelang Tengah)
Panjang is een bestuurslaag in het regentschap Magelang van de provincie Midden-Java, Indonesië. Panjang telt 5789 inwoners (volkstelling 2010).